# Yuriuzán
Yuriuzán (en ruso: Юрюзань) es una ciudad del óblast de Cheliábinsk, en Rusia, en el raión de Katav-Ivánovsk. Está situada a orillas del río Yuriuzán, afluente por la izquierda del río Ufá, a 254 km de Cheliábinsk y a 6 km de la ciudad cerrada de Triójgorni. Su población, en 2009, era de 13 164 habitantes.

## Historia
En 1758 se estableció la Yuriuzán Ivánovski Zavod (Юрюза́нь-Ива́новский Заво́д), una fábrica siderúrgica. Se construyó por iniciativa de los célebres industriales del Ural I. B. Tverdyshev y I. S. Miasnikov, y estuvo en funcionamiento hasta 1908. Desde finales del siglo XIX, el pueblo que se había formado a su alrededor pasó a conocerse como Yuriuzanski Zavod (Юрюзанский Завод). En octubre de 1941, ante el avance alemán, la fábrica de cartuchos de Tula fue transferida aquí, donde se fabricaron cartuchos de pequeño calibre hasta 1989. Recibió el estatus de ciudad el 18 de junio de 1943.

## Demografía
| 1939   | 1959   | 1970   | 1979   | 1989   | 2002   | 2007   |
| ------ | ------ | ------ | ------ | ------ | ------ | ------ |
| 10 800 | 17 300 | 17 500 | 18 100 | 18 294 | 14 158 | 13 300 |

## Economía y transporte
La economía de Yuriuzán se basa en la Fábrica Mecánica de Yuriuzán, que fabrica refrigeradores, bombas, etc., además de algunas empresas dedicadas al sector maderero y alimentario.
La ciudad se encuentra no lejos del ramal sur del ferrocarril Transiberiano (Moscú-Samara-Cheliábinsk-Omsk, por la estación de Viasovaya, y también en la autopista rusa M5 Ural (Moscú-Cheliábinsk).